# 鎌田俊哉
鎌田 俊哉（かまだ としや、8月10日 - ）は、日本の音楽プロデューサー、作詞・作曲・編曲家、ギタリスト。
　

## 人物・略歴
東京都出身。会計検査院長を務めた鎌田英夫の次男として生まれる。祖父は海軍中将の鎌田道章。
4歳の時よりクラシックピアノを学ぶ。その当時から好きな音楽は「West Side Story」「My Fair Lady」「Sound of Music」などのミュージカル映画の音楽。家では、“ナット・キング・コール”“フランク・シナトラ”“ビング・クロスビー”が流れていた。
中学よりギターを始め、東京都立青山高等学校2年在学中に17歳でバンドデビュー。卒業後、音楽専門学校で音楽理論、編曲法、JAZZギターを学び始める。
作曲・編曲家、ギタリストとして数々のレコードに参加。
24歳の時、山下達郎のレーベル“Moon Records”へスタッフとして参加。その後、ジャニーズ事務所の近藤真彦のレコード制作もスタート。それからは、少年隊、SMAP、嵐、KAT-TUNなどのCD制作、ミュージカル、CM音楽等、全てのジャニーズの音楽制作に関わる。
他にもCindy、林田健司、Kiroro、DEEN、Paris Matchなど多くのアーティストをプロデュース。ポリドールへ移ったCharのシングル・アルバムにもプロデューサーとして参加。
またMISIAのシングルとアルバム、Mizのアルバム制作などにも参加。
2000年4月ビクターエンタテインメントで大人向けのレーベルとしてaosis recordsをスタート。その全ての作品190タイトル、950曲をプロデュースする。
2010年からは活動の拠点を中国に移し、男性アイドルグループRTAをプロデュース。その後、中国No.1デュオの羽泉や女性ソロシンガーの張靚穎・陳明・呉莫愁・韓紅・沙宝亮・盧庚戌・張杰・茜拉・黄雅莉などのアルバム制作。
2014年から、中国を含むASIA地域の映画・ドラマ・ゲーム音楽の制作を多数行い、今もなおASIAの音楽業界をリードし続けている。
2024年4月から、文化放送で「鎌田俊哉の！えモンカケ」パーソナリティ、2025年4月、現在は番組名が変わり、「鎌田俊哉の、Tokyo ４th Wave Music」放送中
さらに
2024年12月　アナログ・レコードのレーベル「4th Wave Record Factory」始動、多くのベテランからニューカマーまで、
世界に通用するアーティスト作りをスタート。プロデューサーの木崎賢治氏と米国のBillboardチャートの常連を目指している。https://fwrf.jp

## プロデュース・楽曲制作で関わった主なアーティスト

### 日本人アーティスト
- SMAP
- 嵐
- KAT-TUN
- Hey! Say! JUMP
- 近藤真彦
- 少年隊
- Char
- Kiroro
- MISIA
- Little Black Dress
- 成田昭次
- 倉木麻衣
- 新浜レオン
- Rainy
- Miz
- DEEN
- 宮本佳林
- 金澤朋子
- EXIT
- つばきファクトリー

### 海外アーティスト
- ジョナス・ブラザーズ
- Boyfriend
- 羽泉
- 張靚穎
- 陳明
- 沙宝亮（中国語版）
- 盧庚戌
- 張杰（中国語版）
- 呉莫愁
- 黄雅莉
- 茜拉
- 韓紅
- 张杰
- The WASABIES（モンゴル）

### 映画＆TV
- 湖南衛星TV 『我是歌手1,2,3』(I'm a Singer)音楽プロデュース
- 浙江衛星TV 『中国好声音』(Voice of China)音楽プロデュース
- CCTV 『中国好歌曲』(Song of China)音楽プロデュース
- 映画『爵 』(Lord) 音楽監督
- 映画『爵 Ⅱ』(Lord２) 音楽監督
- 映画『前任3:再見前任』 音楽監督
- 映画『九层妖塔』音楽監督
- 映画『夏洛特烦恼』音楽監督
- 映画『垫底联盟』音楽監督
- 大陸版　2018年、2019年『Produce101』音楽監督
- ドラマ『诛仙 青云志』音楽監督
- ドラマ『剑云之凡』音楽監督
- ドラマ『奇星记』音楽監督

### Game
- 『Naruto』音楽監督
- 『天涯明月刀』
- 『蔚蓝戦争』
- 『神之末裔』
- 『无敌唤灵』
- 『Contra』

### そのほかタイアップ
- 日本テレビ2004年アテネオリンピックテーマ曲
- 東宝　映画『君を忘れない』音楽プロデュース
- ヤン坊マー坊天気予報　ほかCM音楽プロデュース
- ジャニーズのタレントのCM音楽制作　53作品
- Panasonic、コカ・コーラ、ハウス、明治、TOYOTA,日産　ほか企業CM
- aosis recordsのアルバム全作品190タイトルプロデュース
- 全日空の機内チャンネル、8チャンネルはaosis recordsの番組「Slow Music Style」
- aosis recordsとしてコラボレーションした企業：全日空、カネボウ、日比谷花壇、サントリー、アサヒビール、サッポロビール、ピザーラ、岩波書店、CASIO、JVC、フロリダ州など

## ミュージカル音楽
- 東宝ミュージカル『Shock』『Dream Boy』
- 滝沢演舞城
- 青山劇場「PLAYZONE」など多数

## 代表作
- SMAP：『夜空ノムコウ』『青いイナズマ』『SHAKE』 『オリジナルスマイル』『どんないいこと』等
- 嵐：『A・RA・SHI』『SUNRISE日本』『台風ジェネレーション -Typhoon Generation-』

『君のために僕がいる』『ハダシの未来/言葉より大切なもの』『PIKA☆NCHI』等
- 少年隊：『仮面舞踏会』『君だけに』『ABC』
- 近藤真彦：『愚か者』『ミッドナイトシャッフル』
- Kiroro：『長い間』『未来へ』『Best Friend』
- MISIA：『Sea of Dreams 〜Tokyo DisneySea 5th Anniversary Theme Song〜』『Welcome One』『Higher Love』『愛をありがとう』『希望のうた』『ゆびきりげんまん』『はんぶんこ』
- 修二と彰：『青春アミーゴ』
- 宮本佳林：『どうして僕らにはやる気がないのか』
- EXIT：『なぁ人類』『Super Star』

## 関連人物
- 船山基紀
- 長岡成貢
- 筒美京平
- CHOKKAKU
- 玉置浩二
- 山下達郎
- 岩田雅之
- 安部潤
- 馬飼野康二
- コモリタミノル
- 石塚知生